# Ernest Hébrard
Ernest Hébrard (1875-1933) là kiến trúc sư, nhà khảo cổ học, nhà quy hoạch người Pháp. Ông là Giám đốc sở Quy hoạch kiến trúc Đông Dương thuộc Pháp.

## Sự nghiệp
Ông trở nên nổi tiếng sau khi có công trình quy hoạch cải tạo thành phố Thessaloniki tại Hy Lạp. Sau khi có trận đại hỏa hoạn vào năm 1917, phần lớn thành phố Thessaloniki bị thiêu hủy. Thủ tướng Hy Lạp Eleftherios Venizelos, cấm việc xây dựng lại trung tâm thành
phố trừ khi có một đồ án quy hoạch hiện đại của thành phố được thông qua. Đồ án hoàn thiện với sự chủ trì của kiến trúc sư Ernest Hébrard, đồ án được hình thành và phát triển với sự tham gia của các kiến trúc sư Hy Lạp Aristotelis Zachos và Konstantinos Kitsikis.
Đồ án quét sạch mọi đặc trưng phương đông của Thessaloniki, giữ lại phần di sản của kiến trúc Byzantine, và chuyển đổi nó thành một thành phố mang phong cách châu Âu.
Hébrard còn biết đến qua các dự án khác như là nâng cấp Casablanca và cung điện Diocletian tại Split, và quy hoạch các thành phố ở thưộc địa của Pháp ở Đông Dương.
Hébrard được coi là kiến trúc sư khởi nguồn cho phong cách Kiến trúc Đông Dương. Phong cách kiến trúc Đông Dương đặc trưng bởi sự tích hợp một cách sáng tạo và nhuần nhiễn các vật liệu xây dựng và chi tiết kiến trúc của các nước bản địa (các nước Đông Dương) vào kiến trúc thuộc địa Pháp thời kỳ đó. Phong cách kiến trúc Đông Dương hiện nay được nhiều nhà phê bình ca ngợi.

## Các công trình tại Việt Nam

### Quy hoạch
- Đồ án quy hoạch thành phố Đà Lạt, hoàn thành tháng 8 năm 1923;

### Kiến trúc công trình
- Trường Đại học Tổng hợp Đông Dương (sau là trường Đại học Tổng hợp Hà Nội), năm 1923-1926;
- Trường Viễn Đông Bác cổ (sau này là bảo tàng Lịch sử Việt Nam), 1928-1932;
- Nhà thờ Cửa Bắc;
- Sở Tài chính Đông Dương (nay là Trụ sở Bộ Ngoại giao Việt Nam);
- Viện Pasteur (nay là viện Vệ sinh dịch tễ Trung ương), hoàn thành năm 1930;
- Trường Trung học phổ thông chuyên Lê Hồng Phong, Thành phố Hồ Chí Minh[1]